# LMX1A
LMX1A (англ. LIM homeobox transcription factor 1 alpha) – білок, який кодується однойменним геном, розташованим у людей на короткому плечі 1-ї хромосоми.  Довжина поліпептидного ланцюга білка становить 382 амінокислот, а молекулярна маса — 42 747.
| 10         |  | 20         |  | 30         |  | 40         |  | 50         |
| ---------- |  | ---------- |  | ---------- |  | ---------- |  | ---------- |
| MLDGLKMEEN |  | FQSAIDTSAS |  | FSSLLGRAVS |  | PKSVCEGCQR |  | VILDRFLLRL |
| NDSFWHEQCV |  | QCASCKEPLE |  | TTCFYRDKKL |  | YCKYDYEKLF |  | AVKCGGCFEA |
| IAPNEFVMRA |  | QKSVYHLSCF |  | CCCVCERQLQ |  | KGDEFVLKEG |  | QLLCKGDYEK |
| ERELLSLVSP |  | AASDSGKSDD |  | EESLCKSAHG |  | AGKGTAEEGK |  | DHKRPKRPRT |
| ILTTQQRRAF |  | KASFEVSSKP |  | CRKVRETLAA |  | ETGLSVRVVQ |  | VWFQNQRAKM |
| KKLARRQQQQ |  | QQDQQNTQRL |  | SSAQTNGGGS |  | AGMEGIMNPY |  | TALPTPQQLL |
| AIEQSVYSSD |  | PFRQGLTPPQ |  | MPGDHMHPYG |  | AEPLFHDLDS |  | DDTSLSNLGD |
| CFLATSEAGP |  | LQSRVGNPID |  | HLYSMQNSYF |  | TS         |  |            |

A: Аланін

C: Цистеїн

D: Аспарагінова кислота

E: Глутамінова кислота

F: Фенілаланін

G: Гліцин

H: Гістидин

I: Ізолейцин

K: Лізин

L: Лейцин

M: Метіонін

N: Аспарагін

P: Пролін

Q: Глутамін

R: Аргінін

S: Серин

T: Треонін

V: Валін

W: Триптофан

Кодований геном білок за функціями належить до активаторів, білків розвитку. 
Задіяний у таких біологічних процесах як транскрипція, регуляція транскрипції. 
Білок має сайт для зв'язування з іонами металів, іоном цинку, ДНК. 
Локалізований у ядрі.